# Superfinisare
Superfinisarea sau vibronetezirea este un procedeu de prelucrare  a suprafețelor cilindrice exterioare, a suprafețelor conice, plane sau sferice  ale pieselor metalice din oțel călit, care îmbunătățește calitatea suprafețelor și geometria pieselor de prelucrat. Se realizează prin îndepărtarea unor straturi superficiale subțiri, rămase după rectificarea precedentă. Superfinisarea produce pe suprafața cilindrică a piesei prelucrate o rețea fină de rizuri încrucișate. Procedeul de superfinisare a fost creat de Corporația Chrysler în anul 1934.

## Descrierea procedeului
Procesul de superfinisare constă din prelucrarea finală, după rectificarea cu abraziv, a suprafeței cilindrice exterioare a piesei aflate în mișcare de rotație lentă, cu ajutorul uneia sau mai multor bare abrazive fine cu secțiune dreptunghiulară, care efectuează mișcări rectilinii alternative rapide (oscilații), combinate cu mișcări de avans axial (longitudinal). Se utilizează un lichid de ungere-răcire pentru a minimaliza producerea căldurii și a înlătura așchiile formate, de obicei petrol, uleiuri minerale cu viscozitate redusă sau uleiuri industriale  cum este Castrol Honilo 980
Se disting trei faze ale procesului:
- În prima fază granulele abrazive se află în contact cu vârfurile asperităților suprafeței de prelucrat, iar aria reală de contact este redusă, presiunea de contact este mare și se îndepărtează cea mai mare cantitate de așchii;
- o fază intermediară când granulele uzate se desprind, abrazivul „se autoascute”  și în așchiere intră granule noi;
- faza finală când granulele abrazive tocite nu mai îndepărtează aproape de loc material, ci netezesc suprafața. La sfârșitul acestei faze, pelicula de lubrifiant devine continuă, nu mai este străpunsă și preia întreaga apăsare a barelor abrazive, granulele abrazive nu mai vin în contact cu suprafața  piesei și așchierea încetează de la sine.

### Parametrii procesului
Mișcarea de rotație a piesei este lentă, viteza de rotație fiind de 12-15 m/min în prima fază. 
Mărimea presiunii de lucru aplicate de bara abrazivă asupra suprafeței prelucrate este foarte mică, de obicei între 0,02 și 0,07 MPa, însă poate ajunge până la 2,06 MPa.
Viteza mișcării de oscilație a barelor abrazive  este de 200-1000 oscilații/min, cu amplitudinea de 1...5 mm.
Barele abrazive pot fi din oxid de aluminiu, carbură de siliciu, nitrură cubică de bor sau diamant.  Rugozitatea obținută în mod normal este Ra 0,1-0,4 μm.

### Avantajele superfinisării
Superfinisarea prezintă următoarele avantaje:
- creșterea duratei de utilizare a pieselor;
- scăderea intensității procesului de uzare a pieselor;
- creșterea portanței suprafețelor superfinisate;
- reducerea nivelului de zgomot în funcționare;
- creșterea gradului de etanșare.

## Mașini de superfinisat
Mașinile de superfinisat sunt fabricate pe baza a două cinematici  ale procesului:
- Superfinisare cu scule abrazive oscilante;
- Superfinisare cu scule abrazive rotative în formă de oală.

Mașinile de superfinisat pot fi:
- mașini de superfinisat fără vârfuri, prin pătrundere sau prin trecere;
- mașini de superfinisat între vârfuri sau cu piesa  în mandrină;
- mașini de superfinisat cu scule abrazive rotative;
- mașini pentru superfinisare profilată (de exemplu pentru căile de rulare ale inelelor de rulmenți).